# موريس كارودزيري
موريس كارودزيري (بالإيطالية: Moris Carrozzieri)‏ (16 نوفمبر 1980 بجوليانوفا في إيطاليا - ) هو لاعب كرة قدم إيطالي في مركز الدفاع. لعب مع أتالانتا ونادي باري ونادي باليرمو ونادي سامبدوريا ونادي فاريسي ونادي ليتشي وASD Martina Calcio 1947 ‏ ونادي تيرامو وFidelis Andria 2018 ‏ ونادي أريتسو وGiulianova Calcio ‏.

## روابط خارجية
- موريس كارودزيري على موقع قاعدة بيانات كرة القدم.إي يو (الإنجليزية)
- موريس كارودزيري على موقع Soccerway.com (الإنجليزية)
- موريس كارودزيري على موقع عالم كرة القدم.نت (الإنجليزية)